# CRISPR (revista)

CRISPR é uma revista científica norte americana, publicada pela primeira vez em 1 de Fevereiro de 2018. A revista tem uma circulação bimestral.